# Orville Coast

Wybrzeże na mapie Półwyspu Antarktycznego

Orville Coast (hiszp. Acantilados Orville) – część wschodniego wybrzeża Ziemi Palmera na Półwyspie Antarktycznym, pomiędzy Zumberge Coast a Wybrzeżem Lassitera.
Od wschodu przylega do niego Lodowiec Szelfowy Ronne. Granice tego wybrzeża wyznaczają przylądek Zumberge i przylądek Adams. Odkryła je  wyprawa Finna Ronne z lat 1947–1948. Wybrzeże zostało nazwane przez Ronne na cześć kapitana Howarda Orville’a z U.S. Navy, który odpowiadał za stworzenie programu badań meteorologicznych ekspedycji Ronne; oryginalnie używano terminu Orville Escarpment.